# 121593 Kevinmiller
121593 Kevinmiller è un asteroide della fascia principale. Scoperto nel 1999, presenta un'orbita caratterizzata da un semiasse maggiore pari a 3,1949105 UA e da un'eccentricità di 0,1298601, inclinata di 10,29392° rispetto all'eclittica.